# Scopula anysima
Scopula anysima là một loài bướm đêm trong họ Geometridae.